# Unionismo en Irlanda

Mural conmemorativo del cincuentenario del reinado de Isabel II, Belfast. En la parte inferior se puede leer:
Nosotros los súbditos británicos del Ulster
prometemos nuestra alianza
a su Majestad Soberana
la Reina Isabel II
ahora y para siempre.

El unionismo en Irlanda es la ideología que promueve el mantenimiento o el fortalecimiento de los vínculos políticos y culturales entre Irlanda (a menudo y especialmente, Irlanda del Norte) y Gran Bretaña, y que originalmente defendían que las relaciones institucionales entre ambos países se desarrollasen en el marco del Acta de Unión de 1800, que los unió en una sola entidad política.
La relación política entre Gran Bretaña e Irlanda data del siglo XII, y llega a su punto álgido con el Acta de Unión de 1800, que dio lugar a la creación del Reino Unido de Gran Bretaña e Irlanda. En 1922, los veintiséis condados del sur de Irlanda obtienen su independencia del Reino Unido, siendo conocidos primero como Estado Libre Irlandés y posteriormente como la actual República de Irlanda. Los seis condados restantes, el actual territorio de Irlanda del Norte, han permanecido bajo dominio británico, conformando el actual Reino Unido de Gran Bretaña e Irlanda del Norte. Actualmente, la ideología unionista está relacionada con el estatus político del Norte británico, estando prácticamente extinta en el resto de la isla.
El término procede de las campañas de los opuestos a la Home Rule que pretendían evitar la creación de un parlamento panirlandés (dentro del Reino Unido). Por esta defensa del Acta de Unión se acabaron por denominar unionistas, término que empezó a aplicárseles de modo generalizado a finales del siglo XIX y principios del XX.
El unionismo y la ideología opuesta, el nacionalismo irlandés, están asociados con las comunidades étnicas y religiosas que integran la población del territorio: el primero con los protestantes de origen inglés o escocés (muchos de los cuales llegaron durante la colonización del Úlster), y el segundo con los pobladores católicos de la isla. En cualquier caso, las generalizaciones deben ser matizadas dado que un número significativo de individuos no entra dentro de dichas categorías, y la distinción entre nativos católicos irlandeses "puros" y protestantes británicos "puros" no se sostiene teniendo en cuenta la centenaria historia de matrimonios mixtos, asimilación cultural y conversiones religiosas.

## Unionismo e identidad británica
El unionismo irlandés está centrado en la identificación con el Reino Unido, pero no necesariamente implica la exclusión de un sentimiento de pertenencia a la tierra irlandesa, o una afinidad específica a Irlanda del Norte (al Úlster, al que pertenecen los condados británicos). Emergió como una corriente política unificada en oposición al autogobierno otorgado a la provincia por la primera Home Rule Bill de 1886, promovida por el primer ministro británico William Gladstone. Mientras los nacionalistas irlandeses abogaban por la secesión de Gran Bretaña, ya fuese a través de la Home Rule, del rechazo al Acta de Unión de 1800 o a través de una declaración de independencia, los unionistas creían fundamentalmente en la necesidad de mantener y profundizar en la relación entre las diferentes naciones constituyentes del Reino Unido, expresando su orgullo por los símbolos de su pertenencia al mismo.
Un símbolo fundamental para los unionistas es la Union Jack (la bandera del Reino Unido). En las áreas unionistas de Irlanda del Norte a menudo se muestra en lugares visibles, junto con otros símbolos para reforzar el sentido de identidad de la comunidad. El unionismo también aparece especialmente identificado con la Corona británica.

## Religión
Históricamente, la mayoría de los unionistas irlandeses han sido protestantes y, del mismo modo, la mayoría de los nacionalistas irlandeses han sido católicos. Aun así, tanto en uno como en otro caso existen excepciones no del todo infrecuentes. El fenómeno del unionismo católico sigue existiendo en Irlanda del Norte, en relación con las reservas que despertaría entre parte de las clases medias católicas las consecuencias económicas de una unión con la República de Irlanda.
Tanto el unionismo como el nacionalismo irlandés han contenido elementos ideológicos sectarios y excluyentes, aunque ambos hayan atraído a individuos desde fuera de su base religiosa. En todo caso, mientras el nacionalismo ha tenido históricamente algunos líderes protestantes (Henry Grattan, Theobald Wolfe Tone, Charles Stewart Parnell o Douglas Hyde), el unionismo ha sido liderado invariablemente por políticos protestantes. Esa falta de liderazgo católico ha despertado históricamente acusaciones de sectarismo, particularmente referidas al período en que el Partido Unionista del Úlster (UPP, en sus siglas en inglés) mantuvo el control indisputado de Irlanda del Norte (1921-1972). Únicamente un político católico formó parte del gobierno durante ese período (el Dr. G.B.Newe, especialmente incluido para mejorar las relaciones entre las dos comunidades en el último gobierno del UPP en los años setenta
). El líder unionista y premio Nobel de la Paz David Trimble reconoció que Irlanda del Norte había sido una "fría casa" para los católicos en el pasado.

## Terminología

### Unionistas y Lealistas
Junto con el término unionista, las personas que propugnan las ideas referidas son otras veces denominadas lealistas. Ambas palabras se usan a menudo como sinónimas, pero la última se asocia más habitualmente a las líneas más duras del unionismo, que en algunos casos tanto individual como colectivamente han apoyado o llevado a cabo actos violentos o de carácter terrorista. Muchos unionistas no se consideran lealistas. Además se les suele llamar también probritánicos.

### Nacionalistas y Republicanos
Una distinción similar se produce en el nacionalismo irlandés. La mayoría de los nacionalistas, como los miembros o simpatizantes del Partido Socialdemócrata y Laborista de Irlanda del Norte (SDLP, en sus siglas en inglés) y los principales partidos de la República de Irlanda son denominados de modo general nacionalistas, mientras que los integrantes de la rama más militante del nacionalismo, que incluiría a partidos como el Sinn Féin, son conocidos como republicanos. En la República de Irlanda, la tradición republicana se ha ido moderando con los años, y en la actualidad el partido "republicano", Fianna Fáil, tiene poco que ver con los militantes republicanos del otro lado de la frontera, más allá de cierta coincidencia ideológica o de perspectiva histórica.

## Historia
Durante el siglo XIX y principios del siglo XX el unionismo tuvo partidarios en toda Irlanda. En una fecha tan tardía como 1859, el unionista Partido Conservador Irlandés era la fuerza dominante, obteniendo más escaños que el Partido Liberal Irlandés o los diferentes partidos nacionalistas. Hay que señalar que por aquellas fechas aún no estaba extendido el sufragio universal y la política era manejada por las élites, únicas con derecho a voto.

### LaHome Rule
Home Rule es el nombre dado a la decisión de establecer un parlamento autónomo en Irlanda, que la gobernase como una región autónoma dentro del Reino Unido. Fue apoyada desde la década de 1860 en adelante por los líderes nacionalistas de mayor importancia, como Isaac Butt, William Shaw, Charles Stewart Parnell, John Redmond y John Dillon, convirtiéndose su aprobación y desarrollo el objetivo principal tanto del Partido Nacionalista, que llegaría a ser conocido como la Liga por el Autogobierno (Home Rule League), como del Partido Parlamentario Irlandés, el más grande en la isla desde la década de 1880 hasta el final de la I Guerra Mundial.
Los unionistas capitalizaban la oposición a la descentralización. Creían que un parlamento irlandés dominado por los nacionalistas católicos llevaría a la discriminación económica, social y religiosa en su contra, y acabaría abogando por la independencia de Gran Bretaña. En gran parte de la isla, el unionismo contaba entre sus filas a las clases gobernantes, terratenientes y miembros de la gentry, pero también tenía amplios apoyos entre los protestantes de toda clase y procedencia en el Úlster. Precisamente esa parte de la isla se había industrializado, y disfrutaba de una economía que se asemejaba mucho a la británica.
Una serie de gobiernos británicos presentaron proyectos de ley de Home Rule (Home Rule Bills, Actas de Gobierno de Irlanda) en el parlamento británico. En 1886 el primero de esos proyectos fue rechazado por la Cámara de los Comunes, provocando una controversia política que finalmente acabaría con el gobierno del Partido Liberal en el poder: algunos de sus miembros lo abandonaron para formar el nuevo Partido Unionista Liberal, que se alió con el Partido Conservador. Finalmente los dos partidos se unieron en el Partido Conservador y Unionista (conocido generalmente por Partido Conservador), que a día de hoy sigue siendo el partido de referencia de la derecha política británica. En 1893 el nuevo proyecto de Home Rule fue aprobado por los Comunes pero rechazado por la Cámara de los Lores, que tenía una cómoda mayoría conservadora.
El unionismo político cristalizó en las áreas protestantes del Úlster, al norte de Irlanda. A principios del siglo XX. el Partido Unionista Irlandés (IUP) se había visto reducido a esta zona, y en 1905 se fundó el Consejo Unionista del Úlster, que daría lugar al Partido Unionista del Úlster (UUP), que reemplazaría al IUP. En el período comprendido hasta 1920, muchos de los líderes del IUP venían de otras partes de Irlanda, y su líder más importante, Sir Edward Carson, se oponía no sólo a la Home Rule sino a cualquier intento de partición de la isla.
En 1911, el derecho de veto de la Cámara de los Lores sobre toda la legislación fue eliminado, dejando franco el paso para un proyecto de Home Rule, que sería finalmente aprobado. Los unionistas, especialmente los del Úlster, iniciaron una campaña en contra, amenazando con establecer un gobierno provisional en la región si finalmente se les imponía el nuevo Acta de Gobierno. Pusieron en pie una milicia conocida como los Voluntarios del Úlster (Ulster Volunteers), e importaron 25.000 rifles de Alemania. A mediados de 1914, los Voluntarios disponían de 90.000 hombres.
En vísperas de la I Guerra Mundial el Acta de Gobierno de Irlanda (Home Rule Act) de 1914 se convirtió en ley. La guerra, en todo caso, evitó su entrada en vigor. El Levantamiento de Pascua de 1916 y los hechos subsiguientes llevaron a la promulgación de una cuarta ley de Autogobierno tras la guerra, conocida como la Ley de Gobierno de Irlanda de 1920. La ley se hallaba muy influida por el líder unionista Sir Edward Carson, y concedía a seis de los nueve condados del Úlster (lo que hoy conocemos como Irlanda del Norte) su propio parlamento autónomo, independiente del resto de la isla (que pasó a conocerse brevemente como Irlanda del Sur). El Acta de 1914 había establecido una partición similar como medida temporal, para un período sin especificar. Finalmente, solo Irlanda del Norte se convirtió en una entidad autónoma funcional, y pronto Irlanda del Sur se convirtió en el Estado Libre Irlandés.
Los unionistas se oponían al Acta de Gobierno por múltiples razones:
- Los terratenientes del Sur y el Oeste de Irlanda temían que un parlamento nacionalista aprobara leyes y tributos contrarios a sus intereses.
- Algunos temían que la Home Rule se convirtiera en la Rome Rule ("Ley Romana"), esto es, que llevara a un dominio social de la Iglesia católica. Temían que ello provocase la discriminación de la comunidad protestante, incluyendo discriminaciones legales análogas a las que se habían impuesto a los católicos y a los protestantes disidentes (como los presbiterianos) en las antiguas leyes penales, formalmente abolidas el siglo anterior.
- Algunos se identificaban fuertemente con la Corona y las leyes británicas (British Rule), y no querían que se produjese cambio alguno.
- Algunos, particularmente en el Úlster, veían el resto de la isla como menos avanzada económicamente, y temían que un parlamento en Dublín implantase impuestos que perjudicasen a la industria.

No todos los protestantes eran unionistas; algunos eran nacionalistas, como el caso de Charles Stewart Parnell, así como algunos católicos de clase media apoyaban el mantenimiento de la unión. Además, el unionismo se vio apoyado, en el período entre la década de 1880 hasta 1914 por numerosos líderes del Partido Conservador británico, especialmente Lord Randolph Churchill y el futuro primer ministro Andrew Bonar Law. Churchill pronunció el posteriormente muy difundido lema "Ulster will fight and Ulster will be right" ("El Ulster luchará, y tendrá razón").

### Irlanda del Norte
La creación de Irlanda del Norte por la Ley de Gobierno de 1920, y la posterior creación del Estado Libre Irlandés, separó a los unionistas del Norte y del Sur. La exclusión de Irlanda del Norte de tres de los condados del Úlster (Donegal, Monaghan y Cavan) hizo sentirse a los unionistas de dichos territorios aislados y traicionados. Establecieron una asociación para persuadir a sus compañeros unionistas a que reconsideraran las fronteras descritas, pero fue en vano.
Los unionistas eran mayoría en cuatro de los condados de la nueva región (Antrim, Londonderry, Down y Armagh), y eran una amplia minoría en los restantes, Fermanagh y Tyrone. Sir Edward Carson había urgido expresamente al nuevo primer ministro de Irlanda del Norte, Sir James Craig, a asegurar la absoluta igualdad en el tratamiento hacia los católicos, para garantizar la estabilidad del nuevo estatus. La discriminación, sin embargo, siguió vigente en áreas como la vivienda, el empleo y la representación en los gobiernos locales. El premio Nobel de la Paz David Trimble, antiguo líder del Partido Unionista del Úlster, admitió que Irlanda del Norte había sido un "frío hogar" para los católicos durante la mayor parte del siglo XX. Muchos unionistas, sobre todo del Partido Unionista Democrático, niegan que hubiese discriminación organizada, atribuyendo la pobreza sufrida por ambas comunidades a las condiciones económicas generales.

### LosProblemas
En los años sesenta del siglo XX, las reformas del primer ministro británico, Terence O'Neill, dirigidas a crear una sociedad más equitativa entre unionistas y nacionalistas, dieron como resultado una oposición violenta de la facción unionista dirigida por el ministro protestante radical Ian Paisley. Los nacionalistas, por su parte, habían lanzado un movimiento en favor de los derechos civiles con demandas clave en materia electoral, como la petición de "un hombre, un voto" para evitar la discriminación vigente contra los católicos en el sistema electoral norirlandés. Debido a este conflicto, en el que se registraban ataques contra las infraestructuras norirlandesas por parte de algunos grupos unionistas, O'Neill dimitió el 2 de abril de 1969, siendo reemplazado por James Chichester-Clark.
En agosto de 1969, coincidiendo con el desfile anual de los Aprendices de Derry en la ciudad, tuvieron lugar serios incidentes y protestas en Derry (Batalla del Bogside) y Belfast. Como consecuencia, a partir del 14 de agosto el gobierno británico desplazó tropas del ejército al Úlster para relevar a la policía. El año siguiente Clark viajó a Londres, a la búsqueda de más apoyo militar, en un intento de sofocar los crecientes episodios violentos. Al recibir mucho menos de lo solicitado, dimitió, siendo reemplazado por Brian Faulkner.
Para 1972 la situación se había deteriorado considerablemente, y el 30 de enero trece civiles fueron asesinados por tropas del regimiento paracaidista en Derry, en lo que se dio en llamar Domingo Sangriento. Tres meses más tarde el Parlamento de Irlanda del Norte y su gobierno fueron suspendidos. Por aquel entonces la entrada en política del reverendo Ian Paisley tendría gran importancia para el unionismo. Su Partido Protestante Unionista, creado en 1966, se integraría en el Partido Unionista Democrático (DUP) con el antiguo diputado del UUP Desmond Boal y John McQuade. El nuevo partido rápidamente empezó a ganar apoyos procedentes del UUP, y desde 1975 obtuvo al menos el 10% de los votos en cada elección.
El proyecto emprendido por Faulkner para establecer un gobierno compartido entre nacionalistas y unionistas en 1974 fue echado abajo por la huelga general, promovida por las fuerzas unionistas, del 15 de mayo de ese año. Como resultado Faulkner perdió el apoyo de su partido, en el que fue reemplazado como líder por Harry West, y acabó formando su propio partido, el Partido Unionista de Irlanda del Norte. Posteriormente, el propio West dimitiría, siendo reemplazado por Jim Molyneux en 1979. EL secretario de Estado Jim Prior hizo otro intento descentralizador presentando un plan para ello entre 1982 y 1986, pero fue boicoteado, en este caso por los nacionalistas.
Tras décadas de conflicto, un alto el fuego general y las negociaciones políticas subsiguientes acabaron dando como fruto el Acuerdo de Belfast (también denominado Acuerdo de Viernes Santo), del 10 de abril de 1998, que de nuevo estableció un sistema de poder compartido para la región, con apoyo obligatorio de ambas comunidades. El UUP apoyó el acuerdo, al que se opuso el DUP y otros partidos pequeños.